# Dudu Fisher
David "Dudu" Fisher (nacido el 18 de noviembre de 1951; דודו פישר) es un cantante israelí. Es conocido por su performance en Broadway como Jean Valjean en el musical Los Miserables.

## Carrera como Jazán
Hijo de un sobreviviente de la Segunda Guerra Mundial, Fisher nació en Petaj Tikva, Israel. Empezó a estudiar a los 22 años, después de la guerra de Yom Kipur y salir de la armada tras tres años de servicio.
Fisher estudió en la Academia de Música de Tel Aviv, y en forma privada con el Jazán Shlomo Ravitz. Luego tomó la posición cantatorial en la Gran Sinagoga de Tel Aviv, seguidos por cuatro años en Sudáfrica.
En 2005 Fisher se convierte en el Jefe de Cantores de la Sinagoga de Nueva York

## Discografía
- Hatikvah (2005)
- Lehitei Yiddish Beivrit (Yiddish hits in Hebrew) (2005)
- Coming to America (2004)
- Prayers On Broadway (2003)
- Songs Of My Heart (2002)
- Mamenyu (2001)
- Odecha (1999)
- L'tav Ulchayim V'lishlam (For Good, For Life & For Peace) (1997)
- Never On Friday (1996)
- Az Yashir David (1996)
- Beshem Hashem (In God's Name) (1994)
- Showstoppers (1994)
- The Malavsky Family Songs (1993)
- Mamma Loshon (Mother Tongue) (1992)
- Velvet Tiger (1992)
- Golden Chasidic Song (1992)
- Gift (1992)
- Tonight, A Musical (1991)
- Stairways To Heaven (1990)
- Over the Rainbow (1989)
- Yiddishkeit (1988)
- Elokai Neshama (1985)
- Golden Yiddish Favorites (1985)
- Childhood Years
- Raisins and Almonds
- Songs Of The Living
- Yiddishe Mamme
- Dudu Fisher's Kindergarten (DVD/VHS):
  1. (1998) (translated to English)
  2. We Are All Friends (2000)
  3. From The Heart And Soul (2001)
  4. The Friendship Trip (2002) (Translated to English)
  5. It's The Thought That Counts (2003)
  6. From The Mouth Of The Infants
  7. Shabat Shalom
  8. Shana Tova
  9. And Thou Rejoice In Thy Feast
  10. From Slavery To Freedom
  11. A Great Miracle Happened There
  12. Shavuot Holyday
  13. Jerusalén (Translated to English)
  14. Purim
  15. Song Of The Animals